# Contea di Guangrao
La contea di Guangrao (广饶县S, Guǎngráo QūP) è una contea della Cina, situata nella provincia dello Shandong e amministrata dalla prefettura di Dongying.